# Synagogue de Nantes
La synagogue de Nantes est un édifice religieux situé impasse Copernic dans le centre-ville de Nantes en France, et inauguré en 1870.

## Historique

### Communauté et lieux de culte
Au Moyen Âge, Nantes est le centre de la communauté juive de Bretagne ; dans la rue de la Juiverie où les Juifs résident, figure une petite synagogue. Cependant, ils sont fréquemment persécutés dans la ville comme dans la région, voire expulsés au XIIIe siècle.
Au XVIe siècle, des marranes venus du Portugal transitent ou s'installent à Nantes mais y sont peu appréciés par les marchands chrétiens. Au XVIIe siècle, on note la présence de marchands de Bordeaux. Les Juifs obtiennent la reconnaissance de leurs droits civiques après la Révolution française.
En 1808, le département compte 35 Juifs et en 1835, 18 familles juives résident à Nantes.
Le consistoire de Nantes est créé en 1834. Le culte est alors pratiqué dans un oratoire de la rue Montesquieu.
L'année suivante, les Juifs nantais demandent au maire l’autorisation de construire un temple rue Franklin, afin d’y exercer leur culte et une synagogue voit ainsi le jour.
À partir de 1852, les offices se déroulent au 15 rue de la Rosière-d'Artois, chez le particulier Jules Laffont,. Il y a alors environ 105 Juifs à Nantes.
En 1866, ce temple est devenu trop petit, et la communauté juive entreprend des démarches auprès de la municipalité pour obtenir une aide financière dans le cadre du régime concordataire. L'ingénieur de la ville, Lechalas, soutient le projet, affirmant que la subvention envisagée par la ville, 6 000 francs, est modique, compte tenu du fait que la subvention accordée aux protestants pour le temple protestant de Nantes est de 40 000 francs, alors qu'il n'y a au plus qu'un rapport de 1 à 3 entre la population de ces deux communautés. La propriété du terrain (privé ou communal) est un point d'achoppement du projet. En outre, celui-ci provoque une polémique dans la presse, L'Espérance du peuple s'y opposant, Le Phare de la Loire y étant favorable. Finalement, l'édification du lieu de culte est autorisé en 1868. La mairie verse les 6 000 francs prévus ; le terrain est acheté pour un peu plus de 14 000 francs. Les fonds nécessaires sont levés par souscription.
Lorsque la synagogue est inaugurée, le 21 juin 1870, la communauté juive compte 200 personnes à Nantes. De 1882 à 1929, Samuel Korb est le rabbin de la synagogue. Au tout début du XXe siècle, la communauté est forte de 30 à 40 familles.
Lors du recensement de 1942, le gouvernement de Vichy compte 531 Juifs à Nantes, qui se réduisent un an plus tard à 53 personnes, à la suite des arrestations et déportations. Parallèlement à celle de Paris, la rafle organisée à Nantes les 15, 16 et 17 juillet 1942 arrête des Nantaises et Nantais dont des lycéens, qui sont d'abord internés à la caserne Richemont puis déportés vers Angers, ensuite à nouveau déportés dans des wagons à bestiaux, par le convoi n°8 du 20 juillet 1942 pour arriver au camp d'Auschwitz-Birkenau le 23 juillet, où ils sont assassinés. Bien plus tard, une plaque est apposée à la synagogue indiquant les noms de 200 personnes parmi les déportés juifs nantais.
Alors qu'il n'y a que 25 familles juives dans la ville en 1960, l’arrivée des Juifs d’Afrique du Nord, accueillis par le rabbin Ernest Gluck, permet un renouveau de la communauté et en 1969, on compte 500 Juifs à Nantes,.

### De nos jours
En 2020, la communauté est constituée d'environ 150 familles ; le rabbin de la synagogue est Ariel Ben David.
La synagogue est également utilisée aujourd’hui comme centre communautaire et culturel André Neher (le CCAN),.

### Personnalités notables
- Georges Schwob (1822 - 1892) : homme de lettres, fondateur et directeur de presse (Le Phare de la Loire, Le Républicain d'Indre-et-Loire, Le Petit Phare, Le Gars breton qui deviendra La Semaine), maire de Tours (1879) et député d'Indre-et-Loire (1879-1889)
- René Maurice Schwob (1859 - 1928) : polytechnicien, éditeur français (Le Phare, l'« Imprimerie du Commerce »). Un square porte son nom à Nantes.
- Marcel Schwob (1867 - 1905) : écrivain français — conteur, poète, traducteur, érudit — proche des symbolistes, directeur de presse (Le Phare de la Loire, L'Événement, L’Écho de Paris)
- Gaston Veil (1868 - 1947) : professeur de lettres, intellectuel, homme de presse (Le Populaire de Nantes, Le Populaire de l'Ouest (futur L'Eclair), et homme politique français (maire de Nantes en 1928, ministre de Léon Blum)[7]. Une rue porte son nom à Nantes.
- Claude Cahun née Lucy Schwob (1894 - 1954) : artiste française, écrivain, pratiquant les arts plastiques et la photographie proche du surréalisme.

## Offices
Le rite sépharade est observé durant les offices, la majorité des pratiquants étant originaires d'Afrique du Nord. Le rite ashkénaze peut être également suivi, notamment durant les fêtes de Tichri : Rosh Hashana (Nouvel an juif), Yom Kippour et Souccot.